# Istenszülő születése fatemplom (Egeres-gyártelep)
Az egeres-gyártelepi Istenszülő születése fatemplom műemlékké nyilvánított épület Romániában, Kolozs megyében. A romániai műemlékek jegyzékében a  CJ-II-m-B-07512 sorszámon szerepel.

## Története
A fatemplomot Gyerővásárhelyről költöztették át.